# Szentháromság-szobor (Komárom)
A komáromi Szentháromság-szobor a város legrégebbi köztéri szobra. A város főterének, a Klapka-térnek nyugati oldalán fekszik, a Zichy-palotával szemben, a volt Kovách-gyógyszertár előtt. 1715-ben állították fel hálaadásul az 1710-1711. évi pestisjárvány után.
A város lakói már 1703 decemberében fogadalmat tettek Szentháromság-szobor felállítására, mivel az osztrák kézen levő várost Rákóczi kurucai ostrommal fenyegették. Az ostrom hosszas alkudozás és tetemes anyagi áldozatok árán elmaradt, a fogadalmat azonban nem tartották be.
1710 januárjában pusztító pestisjárvány vette kezdetét Komáromban. Cserkó János plébánosnak sikerült rávennie a városi tanácsot a szobor felállítására. Kezdetben egy ideiglenes faszobrot állítottak fel, majd 1714. február 2-án a komáromi jezsuita rend főnöke letette a kőszobor alapkövét, melyet 1715. Szentháromság vasárnapján avattak fel.
Az oszlop csúcsán a Szentháromságot ábrázoló szoborcsoport áll, a talapzaton pedig öt szentnek a szoboralakja: Páduai Szent Antal, Szent Sebestyén, Szent Rókus, Szent Rozália, Borromei Szent Károly. A szentekról latin hexaméterekből álló kronogramok emlékeznek meg.
A szobrot 1803-ban, 1870-ben, 1927-ben, 1992-ben is felújították. 1940-ben a Szent Sebestyén szobrot újjal cserélték fel, 1970-ben a négy évvel korábbi vandál rongálás nyomait tüntették el.
A szobor előtt a 19. században piac működött, itt volt a madárbörze és a szegényeknek szánt adományokat gyűjtő persely is.